# Golčův Jeníkov město
Golčův Jeníkov město – przystanek kolejowy w miejscowości Golčův Jeníkov, w kraju Wysoczyna, w Czechach Znajduje się na wysokości 365 m n.p.m.
Przystanek jest wyposażony w poczekalnię, kasy biletowe, na których można zakupić bilety na pociągi krajowe i międzynarodowe oraz zarezerwować miejsce w pociągu.

## Linie kolejowe
- 230 Kolín – Havlíčkův Brod